# Bhamoina
Bhamoina là một chi bọ cánh cứng trong họ Chrysomelidae.
Chi này được Bechyne miêu tả khoa học năm 1958.

## Các loài
Chi này gồm các loài:
- Bhamoina denticornis Medvedev, 2004